# Operazione Strade Pulite

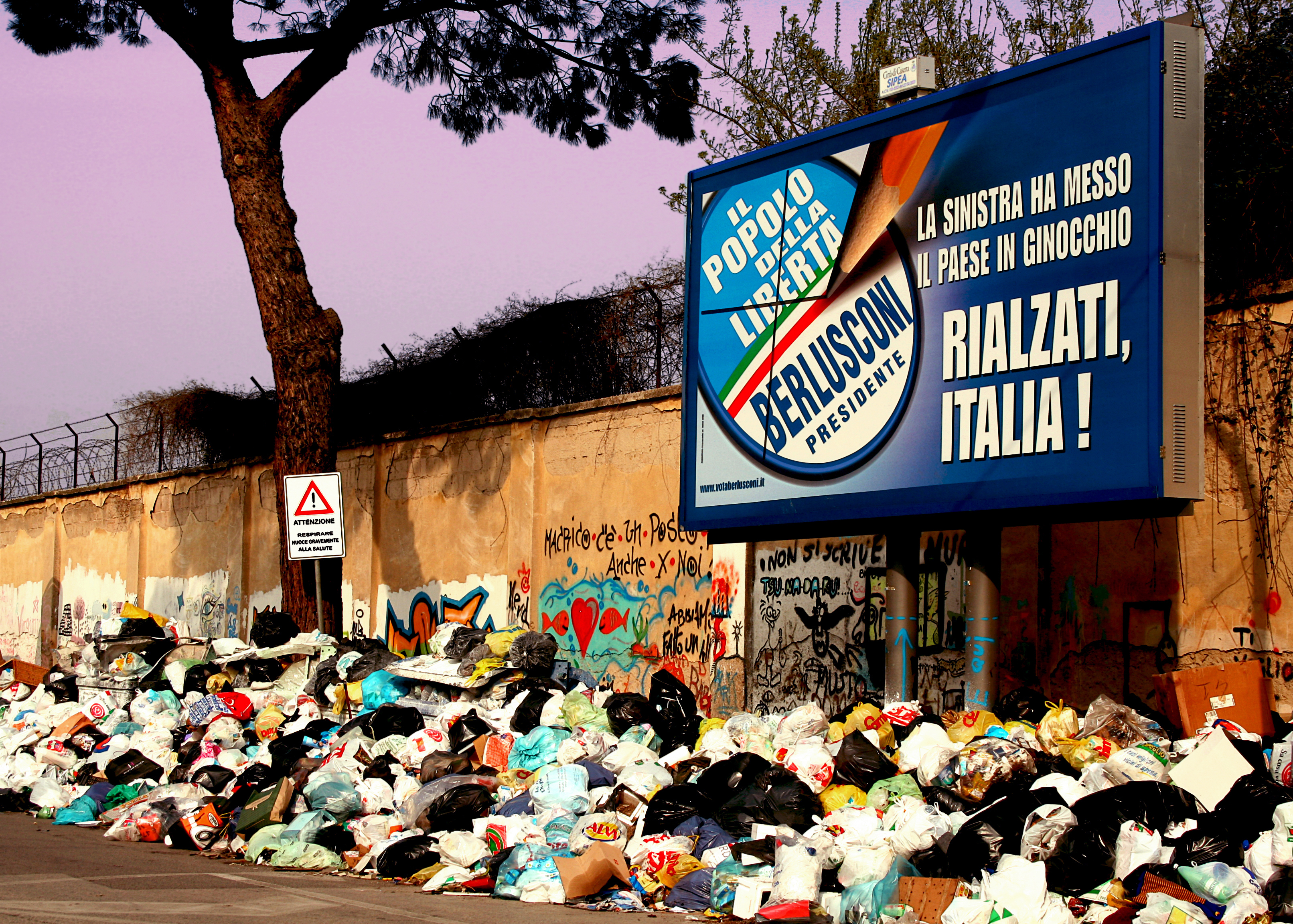
Manifesto elettorale durante l'emergenza rifiuti in Campania del 2008

L'operazione Strade Pulite è stata un'operazione di ordine pubblico svolta per la prima volta nel maggio 2008 dalle Forze armate italiane nella regione della Campania.

## L'operazione
In Campania da molto tempo e per diverse cause i rifiuti non venivano più raccolti regolarmente; ciò causava in primis l'aumento dei cumuli di immondizia sparsi lungo le strade, che avanzando lo stato di decomposizione, emanava odori nauseanti. Ma l'emergenza rifiuti campana ha inizio ben prima, e precisamente nel 1994, quando fu istituito un apposito Commissariato che nel tempo riuscì ad acquisire una certa autonomia ed un certo numero di dipendenti.
Ciò nonostante nel 2008 si è dato inizio all'Operazione "Strade Pulite". L'operazione fu approvata dal governo Berlusconi con il decreto legge numero 90 del 23 maggio 2008, intitolato "Misure straordinarie per fronteggiare l'emergenza nel settore dello smaltimento dei rifiuti nella regione Campania e ulteriori disposizioni di protezione civile". In seguito il decreto è stato convertito in legge, tramite la legge del 14 luglio 2008.
Fu così che il 29 novembre si è costituita una task force a livello di reggimento, che include circa 160 militari delle Forze armate (provenienti dall'Esercito Italiano, dalla Marina Militare e dall'Aeronautica Militare) ed un centinaio di mezzi dell'Esercito. Le forze armate impiegate svolgono compiti agente di pubblica sicurezza e nell'eventualità sono autorizzati all'identificazione e all'immediata perquisizione sul posto di persone e mezzi di trasporto. Il tutto dovrebbe prevenire e tutelare l'incolumità e sicurezza delle persone e dei luoghi posti sotto stretta sorveglianza.
La task force ha il compito di rimuovere i rifiuti urbani che da settimane sono rimasti nelle strade campane; sono stimate 37.000 tonnellate di rifiuti. Inoltre altro compito è quello di presidiare ben 13 siti atti a discariche o stoccaggio temporaneo di rifiuti, come il noto termovalorizzatore di Acerra. In seguito 6 di questi 13 siti furono consegnati alla responsabilità di organizzazioni civili. Altro compito della task force è quello di osservare attraverso particolari attrezzarure il contenuto dei camion che trasportano il materiali raccolti sulle strade, per prevenire lo stoccaggio di materiale radioattivo. Tra i 258.000 camion analizzati, 55 sono stati segnalati oltre il limite consentito, e quindi segnalati anche alle autorità competenti.
Il 15 febbraio 2010 è avvenuto il cambio del comando della task force, in particolare il colonnello Gianpaolo Mirra del 21º Reggimento Genio Guastatori di Caserta ha preso il posto del colonnello Sergio Cuofano, comandante del Comprensorio Militare di Persano, entrambi facenti parte della Brigata bersaglieri "Garibaldi".
Il 29 dicembre si tiene una riunione tra il Sottosegretario alla Presidenza del Consiglio, Gianni Letta, assieme al Presidente della Regione Campania, Caldoro, il Sindaco di Napoli, Russo Jervolino, i Presidenti ed i Prefetti delle Province campane ed il responsabile della Protezione Civile, Gabrielli. Qui si sono accordati che in breve tempo, dapprima Napoli e poi il resto della Campania a seguire sarebbero stati liberati dall'immondizia nelle strade.

## Forze utilizzate
- Esercito Italiano
  - 21º Battaglione genio pionieri "Timavo" dell'8ª Brigata bersaglieri "Garibaldi"
  - 3º Reggimento genio guastatori della Brigata di cavalleria "Pozzuolo del Friuli"
  - Brigata paracadutisti "Folgore"
- Marina Militare
  - 50 marinai presso il termovalorizzatore di Acerra e lo stabilimento di tritovogliatura ed imballaggio di Caivano (NA).
- Aeronautica Militare circa 80 militari
  - 60-65 presso i siti di discarica di Savignano Irpino (AV), Sant'Arcangelo Trimonte e Casalduni (BN);
  - circa 15 presso il sito di Andretta (AV).